# Liste der Monuments historiques in Argol
Die Liste der Monuments historiques in Argol führt die Monuments historiques in der französischen Gemeinde Argol auf.

## Liste der Bauwerke
| Bezeichnung                                                | Beschreibung | Standort                 | Kennzeichnung | Schutzstatus | Datum | Bild           |
| ---------------------------------------------------------- | ------------ | ------------------------ | ------------- | ------------ | ----- | -------------- |
| Kirche St-Pierre-St-Paul und Triumphbogen auf dem Friedhof |              | Place de l’Église (Lage) | PA00089823    | Classé       | 1914  | weitere Bilder |

## Liste der Objekte
| Bezeichnung                                   | Beschreibung                                        | Standort                               | Kennzeichnung | Schutzstatus | Datum | Bild |
| --------------------------------------------- | --------------------------------------------------- | -------------------------------------- | ------------- | ------------ | ----- | ---- |
| Retabel der heiligen Genoveva                 | Holz, 18. Jahrhundert                               | in der Kirche St-Pierre-St-Paul (Lage) | PM29000003    | Classé       | 1960  |      |
| Altar und Retabel                             | Holz, polychrom gefasst, vergoldet, 18. Jahrhundert | in der Kirche St-Pierre-St-Paul (Lage) | PM29004670    | Inscrit      | 1991  |      |
| Zwei Skulpturen: Apostel Petrus und Paulus    | Stein, polychrom gefasst, 16. Jahrhundert           | in der Kirche St-Pierre-St-Paul (Lage) | PM29000001    | Classé       | 1960  |      |
| Zwei Skulpturen: Pietà und heilige Margaretha | Holz, bemalt, 17. Jahrhundert                       | in der Kirche St-Pierre-St-Paul (Lage) | PM29000002    | Classé       | 1960  |      |